# Mario Molina
Mario José Molina-Pasquel Henríquez (Cidade do México, 19 de março de 1943 – Cidade do México, 7 de outubro de 2020), conhecido como Mario Molina, foi um químico mexicano que se tornou conhecido por seu trabalho pioneiro na pesquisa de substâncias químicas que destroem a camada de ozônio na atmosfera.

## Biografia
Integrante de uma família mexicana com destaque intelectual, sendo filho de um diplomata e sobrinho de uma química, durante os anos 1960, ele estudou na faculdade de química da Universidade Nacional Autônoma do México, por onde se graduou. Em seguida, realizou seus estudos de pós-graduação na Alemanha e nos Estados Unidos, onde se doutorou na Universidade da Califórnia em Berkeley. Depois de trabalhar em alguns instituições estadunidenses, incorporou-se no Instituto Tecnológico de Massachusetts como professor, país em que obteve a cidadania estadunidense.
Realizou diversas pesquisas no âmbito da química ambiental sobre os problemas do meio ambiente.
Foi um dos primeiros cientistas a alertar sobre o perigo que representam para a camada de ozônio os clorofluorcarbonetos empregados em aerossóis tanto industriais quanto domésticos.
Conjuntamente com Paul Crutzen e Frank Sherwood Rowland, recebeu o Nobel de Química de 1995, pelo "seu trabalho na química atmosférica, particularmente o estudo sobre a formação e decomposição do ozônio na atmosfera".
Mario Molina, Andrés Manuel del Río e Luis Ernesto Miramontes são três químicos mexicanos de destaque. Integrou a Pontifícia Academia das Ciências em 2000.
Morreu em 7 de outubro de 2020, aos 77 anos, vítima de um ataque cardíaco.

## Química ambiental
Ele realizou investigações no campo da química ambiental sobre o problema do meio ambiente. Em 1974, Rowland e Molina relataram os resultados de suas pesquisas em um artigo publicado na revista Nature. Nele eles alertaram sobre a crescente ameaça de que o uso de gases CFC para a camada de ozônio, note que na época foi criticada e considerada exagerada por parte de seus colegas pesquisadores. No entanto, a tenacidade e a convicção que colocaram em suas próprias teorias conquistaram a mente de milhares de pessoas. Após árduas deliberações, Molina e Rowland obtiveram aprovação para as suas teses em reuniões científicas internacionais e estiveram presentes nas reuniões em que foram definidos os parâmetros de controlo que cada país devia fazer na emissão do CFpo.
Em 1989, Molina começou a trabalhar no Departamento de Ciências Atmosféricas de Planrias e no Instituto de Tecnologia de Massachusetts (MIT) como pesquisador e professor. Em 1994, seu trabalho rendeu-lhe a nomeação, pelo presidente dos Estados Unidos, como membro do comitê que o assessorou em assuntos de ciência e outros reconhecimentos tecnológicos, ao qual pertenceram 21 cientistas.

## Prêmio Nobel de Química
Em 11 de outubro de 1995, junto com Sherwood Rowland, foram agraciados com o Prêmio Nobel de Química, por terem sido os pioneiros na implantação do relação entre o buraco de ozônio e os compostos de cloro e brometo na estratosfera. O prêmio também foi concedido ao holandês Paul J. Crutzen, do Instituto de Química Max Planck de Mainz, que constatou em 1970 que gases poluentes têm efeito destrutivo nesta camada, sem se decompor.

## Publicações
- Molina, Luisa T., Molina, Mario J. e Renyi Zhang. "Laboratory Investigation of Organic Aerosol Formation from Aromatic Hydrocarbons", Massachusetts Institute of Technology (MIT), United States Department of Energy, (Ago. 2006).
- Molina, Luisa T., Molina, Mario J., et al. "Characterization of Fine Particulate Matter (PM) and Secondary PM Precursor Gases in the Mexico City Metropolitan Area", Massachusetts Institute of Technology (MIT), United States Department of Energy, (Out. 2008).